# Шишкоедов, Василий Михайлович
Василий Михайлович Шишкоедов (род. 1 января 1953, Казаркино, Курганская область) — советский и российский государственный и партийный деятель. Депутат Государственной думы Федерального Собрания Российской Федерации VII созыва. Член фракции «Единая Россия», член комитета Государственной думы по аграрным вопросам, возглавлял Макушинский район Курганской области (1990—2016), Заслуженный работник сельского хозяйства Российской Федерации.

## Биография
Василий Михайлович Шишкоедов родился 1 января 1953 года в селе Казаркино Казаркинского сельсовета Макушинского района Курганской области, ныне село входит в Макушинский муниципальный округ той же области.
В 1970 году окончил Казаркинскую среднюю школу. В 1975 году окончил с отличием Челябинский институт механизации и электрификации сельского хозяйства по специальности «Инженер-механик».
С 1975 по 1976 год работал в колхозе имени Жданова в селе Казарино в должности заведующего машинно-тракторной мастерской. С 1976 по 1980 год работал в колхозе имени Жданова в должности главного инженера.
В 1980 году вступил в КПСС.
В 1980 году избран председателем колхоза имени Куйбышева Макушинкого района.
В 1988 году избран вторым секретарём Макушинского районного комитета Коммунистической партии Советского Союза, в 1990 году избран первым секретарём Макушинского райкома КПСС.
В декабре 1990 года был избран председателем Макушинского районного Совета народных депутатов и председателем исполнительного комитета Макушинского районного Совета народных депутатов. В 1991 году был назначен на должность главы Администрации Макушинского района.
27 марта 1994 года избран депутатом Курганской областной Думы I созыва от Лебяжьевского избирательного округа № 23, член постоянной комиссии областной Думы по экономической политике. Являлся членом правления Ассоциации «Совет муниципальных образований Курганской области» со дня её основания.
В 1996 году был избран главой Макушинского района, после этого избирался на должность главы Макушинского района ещё четыре раза: в 2000 году, в 2004 году, 11 октября 2009 года и 14 сентября 2014 года.
В 2005 году вступил во Всероссийскую политическую партию «Единая Россия». Был избран секретарём Макушинского местного отделения партии «Единая Россия».
В сентябре 2016 года, будучи главой Макушинского района, баллотировался в Государственной думы Федерального Собрания Российской Федерации VII созыва по спискам партии «Единая Россия», 18 сентября 2016 года избран депутатом Государственной думы VII созыва по федеральному избирательному округу (Региональная группа № 10 Всероссийской политической партии «Единая Россия»). Член комитета по аграрным вопросам.

## Законотворческая деятельность
С 2016 по 2019 год, в течение исполнения полномочий депутата Государственной Думы VII созыва, выступил соавтором 28 законодательных инициатив и поправок к проектам федеральных законов.

## Награды
- Заслуженный работник сельского хозяйства Российской Федерации, 1996 год
- Медаль «За заслуги в проведении Всероссийской переписи населения»
- Знак «Отличник пограничной службы» III степени
- Почётная грамота Министерства сельского хозяйства Российской Федерации
- Благодарственные письма Губернатора Курганской области и Курганской областной Думы.

## Семья
Василий Михайлович женат, с женой Любовью Николаевной воспитали двух сыновей:
- Дмитрий — начальник управления ФСБ России по Омской области, генерал-майор.
- Михаил — Курганский межрайонный природоохранный прокурор, советник юстиции.
  - Есть внуки.

Братья, Владимир и Анатолий Шишкоедовы были избраны председателями колхозов им. Куйбышева и «Родина» Макушинского района.